# Herilla velox
Herilla velox là một loài ruồi trong họ Tachinidae.